# Герб Тамбовської області

Герб Тамбовської області

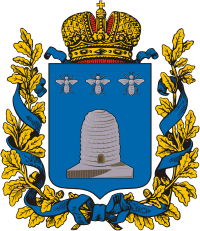
Герб Тамбовської губернії

Герб Тамбовської області є символом Тамбовської області. Прийнятий 27 березня 2003 року.

## Опис
Геральдичний опис герба: 
«У лазуровому полі срібний вулик, який супроводжується трьома такими ж бджолами угорі щита. Щит увінчаний традиційною земельною короною й оточений стрічкою ордена Леніна».

## Тлумачення основних елементів
Законом Тамбовської області «Про герб Тамбовської області» відповідно до геральдичних норм і історичних традицій установлені офіційні тлумачення основних елементів герба:
- бджоли персоніфікують собою працьовитість, колективність у своїй діяльності й ощадливість;
- вулик — це насамперед загальний будинок, де кожен знає своє місце, свої обов'язки й механізм взаємодії
- лазурове поле на щиті характеризує природну чистоту, чесність, вірність і бездоганність
- срібло служить символом шляхетності, справедливості й великодушності
- традиційна земельна корона вказує на статус Тамбовської області як суб'єкта Російської Федерації
- стрічка ордена Леніна вказує на заслуги області